# Guilheiro
Guilheiro é uma povoação portuguesa sede da Freguesia de Guilheiro do Município de Trancoso, freguesia com 13,68 km² de área e 126 habitantes (censo de 2021), tendo, por isso, uma densidade populacional de 9,2 hab./km².

## História
Nesta região deteve a Ordem de Malta importantes bens. Razão pela qual o brasão de armas da freguesia ostenta a cruz oitavada daquela antiquíssima Ordem Religiosa e Militar, cuja comenda pertencia a D. António Manuel, irmão do 2º Conde de Vila Flor. 
Foi cabeça de um viscondado que D. Pedro II deu a Pedro Jacques de Magalhães, o vencedor da batalha de Castelo Rodrigo. Foi vila e sede de concelho, com uma só freguesia, entre 1251, altura em que recebeu o foral de D. Sancha Vermuiz, e o início do século XIX. Regia-se com juiz ordinário, um vereador, um procurador do concelho e escrivão da câmara, estando no criminal sujeita à vila de Sernancelhe. Tinha, em 1801, 290 habitantes.

## Demografia
A população registada nos censos foi:
| Distribuição da População por Grupos Etários | Distribuição da População por Grupos Etários | Distribuição da População por Grupos Etários | Distribuição da População por Grupos Etários | Distribuição da População por Grupos Etários |
| -------------------------------------------- | -------------------------------------------- | -------------------------------------------- | -------------------------------------------- | -------------------------------------------- |
| Ano                                          | 0-14 Anos                                    | 15-24 Anos                                   | 25-64 Anos                                   | > 65 Anos                                    |
| 2001                                         | 36                                           | 39                                           | 103                                          | 64                                           |
| 2011                                         | 22                                           | 16                                           | 91                                           | 55                                           |
| 2021                                         | 7                                            | 11                                           | 72                                           | 36                                           |

## Geografia
A freguesia de Guilheiro constitui um exclave do município de Trancoso, tornando este um dos poucos municípios de Portugal territorialmente descontínuos. A situação geográfica de Guilheiro é, porém, única no contexto português, pois constitui-se como um enclave do distrito da Guarda  dentro do distrito de Viseu, criando uma descontinuidade territorial no distrito a que pertence. De facto, a freguesia de Guilheiro está separada do corpo principal do município de Trancoso por uma estreita e comprida faixa de território pertencente à freguesia de Arnas(Município de Sernancelhe), com poucas dezenas de metros na sua zona mais estreita, coloquialmente designada "Manga" pela população local. Faz ainda fronteira com as freguesias de Sarzeda (Município de Sernancelhe), Antas e Beselga (ambas do Município de Penedono), todas do distrito de Viseu, o que "fecha" o enclave.

## Património
- Pelourinho de Guilheiro
- Igreja Matriz
- Capela de São Pedro
- Capela de Santa Bárbara
- Capela de Santo António